# Grupo Caja Rural

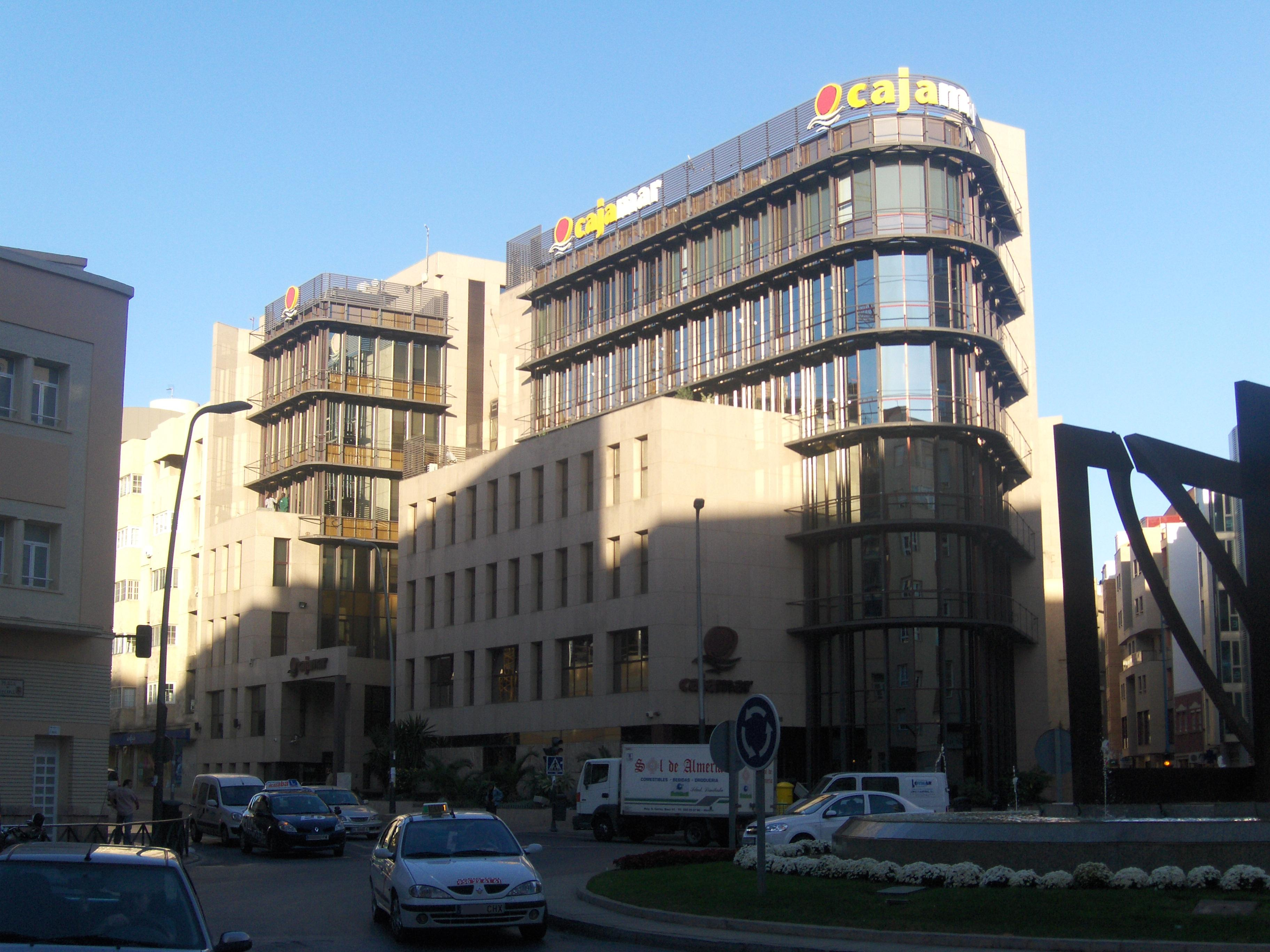
Edifício-sede da Cajamar, uma Caja Rural em Almeria

Caja Rural (em português: Caixa Rural) é uma marca usada por várias instituições bancárias autónomas de caráter cooperativas autónomas. O Grupo Caja Rural é composto por 73 Cajas Rurales.
Além das entidades integradas no Grupo Caja Rural, estão ligadas ao consórcio as seguintes empresas:
- Banco Cooperativo Español, S.A. — central bancária criada em 1990 para prestar serviços às caixas rurais suas associadas. Os seus accionistas são 74 cooperativas de crédito espanholas e um entidade de crédito alemã. O consórcio tem várias empresas, como a Rural Inmobiliario, S.L., Gescooperativo, S.G.I.I.C., S.A., Rural Servicios Informáticos, Espiga Capital Gestión, S.G.S.C.R, BCE Formación, S.A., etc.
- Rural Servicios Informáticos — empresa de informática criada em 1986 por um pequeno número de caixas rurais para criar um centro de dados comum.
- Seguros RGA — grupo de quatro companhia de seguros: Seguros Generales Rural, S.A., Rural Vida, S.A., Rural Pensiones, S.A. e RGA Broker Correduría de Seguros, S.A.

## Cajas Ruralesintegradas no Grupo Caja Rural
| Caja                                                                                           | Comunidades autónomas]]                               |
| ---------------------------------------------------------------------------------------------- | ----------------------------------------------------- |
| Bantierra-Nueva Caja Rural de Aragão (resultado da fusão da Multicaja e Cajalón)               | Aragão, Rioja, Catalunha                              |
| Caixa Popular                                                                                  | Comunidade Valenciana                                 |
| Caja Rural del Sur                                                                             | Andaluzia                                             |
| Caixa Rural d'Algemesí                                                                         | Comunidade Valenciana                                 |
| Comunidade Valenciana                                                                          |                                                       |
| Caixa Rural Benicarló                                                                          | Comunidade Valenciana                                 |
| Caja Rural Betxí                                                                               | Comunidade Valenciana                                 |
| Caja Rural Central de Orihuela                                                                 | Comunidade Valenciana, Múrcia                         |
| Caja Rural de Adamuz                                                                           | Andaluzia                                             |
| Caja Rural de Albal                                                                            | Comunidade Valenciana                                 |
| Cajalmendralejo / Caja Rural de Almendralejo                                                   | Estremadura                                           |
| Caja Rural de Astúrias                                                                         | Astúrias                                              |
| Cajaviva (resultado da fusão das Cajas Rurales de Burgos, Fuentepelayo, Segóvia e Castelldáns) | Cantábria, Castela e Leão, Rioja e Catalunha          |
| Caja Rural de Casas Ibáñez                                                                     | Castela-Mancha                                        |
| Globalcaja                                                                                     | Castela-Mancha, Madrid, Múrcia, Comunidade Valenciana |
| Caja Rural de Estremadura                                                                      | Estremadura                                           |
| Caja Rural de Gijón                                                                            | Astúrias                                              |
| Caja Rural de Granada                                                                          | Andaluzia, Madrid                                     |
| Caja Rural de Jaén                                                                             | Andaluzia, Catalunha, Madrid                          |
| Caja Rural de La Roda                                                                          | Castela-Mancha                                        |
| Caja Rural de Mota del Cuervo                                                                  | Castela-Mancha                                        |
| Caja Rural de Navarra                                                                          | Rioja, Navarra, País Vasco                            |
| Caja Rural de Nuestra Señora del Campo de Cañetes de la Torre                                  | Andaluzia                                             |
| Caja Rural de Nuestra Señora de Guadalupe de Baena                                             | Andaluzia                                             |
| Caja Rural de Nuestra Señora del Rosario de Nueva Carteya                                      | Andaluzia                                             |
| Caja Rural de Onda                                                                             | Comunidade Valenciana                                 |
| Caja Rural de Salamanca                                                                        | Castela e Leão                                        |
| Caja Rural de Soria                                                                            | Castela e Leão                                        |
| Cajasiete-Caja Rural de Tenerife                                                               | Canárias, Madrid                                      |
| Aragão, Catalunha                                                                              |                                                       |
| Caja Rural de Toledo / Caja Rural de Castela-Mancha                                            | Castela-Mancha, Madrid, Castela e Leão                |
| Andaluzia                                                                                      |                                                       |
| Caja Rural de Villamalea                                                                       | Castela-Mancha                                        |
| Caja Rural de Villarreal                                                                       | Comunidade Valenciana                                 |
| Caja Rural de Zamora                                                                           | Castela e Leão, Galiza, Madrid                        |
| Caixa Rural Galega                                                                             | Galiza                                                |
| Caixa Rural Les Coves                                                                          | Comunidade Valenciana                                 |
| Caja Rural Regional San Agustín                                                                | Múrcia                                                |
| Caja Rural San Isidro de Vall de Uxo                                                           | Comunidade Valenciana                                 |
| Caja Rural Sant Vicent Ferrer                                                                  | Comunidade Valenciana                                 |
| Caixa Vinarós                                                                                  | Comunidade Valenciana                                 |
| Cajamar (Grupo Cajas Rurales Unidas)                                                           | De âmbito nacional                                    |
| País Basco                                                                                     |                                                       |
| Novanca (Caja de crédito cooperativo)                                                          | Madrid                                                |